# إغناطيوس رايس
إغناطيوس رايس (15 مارس 1883 في المملكة المتحدة - 22 أبريل 1955 في المملكة المتحدة) (بالإنجليزية: Ignatius Rice)‏ هو لاعب كريكت بريطاني وبريطاني (وحمل سابقاً جنسية المملكة المتحدة لبريطانيا العظمى وأيرلندا). لعب مع نادي وارويكشاير للكريكيت ‏.

## وصلات خارجية
- إغناطيوس رايس على موقع إي آس بي آن كريك إنفو (الإنجليزية)